# Serotonintransporter
Der Serotonintransporter (SERT), auch 5-Hydroxytryptamintransporter (5-HTT) genannt, ist ein Protein der Zellmembran, das den Transport des Gewebshormons und Neurotransmitters Serotonin in die Zelle ermöglicht. Eine der Hauptfunktionen dieses Transportproteins, das zur Familie der Natrium-Neurotransmittersymporter gehört, ist die Entfernung von freigesetztem Serotonin aus dem synaptischen Spalt und somit die Beendigung der Serotoninwirkung.
Eine Hemmung der Serotonintransporter oder gar eine Umkehr ihrer Transportrichtung  ist für die Wirkung einiger Psychostimulanzien wie Cocain und MDMA (Ecstasy) mitverantwortlich. Selektive Hemmstoffe des Serotonintransporters, die sogenannten Selektiven Serotonin-Wiederaufnahmehemmer (SSRI), finden insbesondere in der Behandlung der Depression Anwendung.
Die Transportgleichung lautet:
Serotonin (außen) + Na+ (außen)  {\displaystyle \longrightarrow }  Serotonin (innen) + Na+ (innen)
Der zelleinwärts gerichtete Transport des Serotonins wird als ein sekundär aktiver Prozess durch die Natrium-Kalium-ATPase angetrieben.

## Vorkommen
Der Serotonintransporter ist im Tierreich weit verbreitet. Homologe des humanen Serotonintransporters konnten in relativ primitiven Tierspezies, wie dem Fadenwurm Caenorhabditis elegans, nachgewiesen werden. Ein Homolog dieses Transporters wurde auch in Prokaryoten gefunden.

## Genetik
Der humane Serotonintransporter wird durch ein als SLC6A4 bezeichnetes Gen auf dem Chromosom 17 im Genlocus q11.1-q12 kodiert. Das Gen enthält 14 verschiedene Exons, die für verschiedene Spleißvarianten des Serotonintransporters verantwortlich sind. Ein Polymorphismus in der Promotorregion wird mit einem gehäuften Vorkommen von Depressionen und einer erhöhten Suizidneigung in Verbindung gebracht.

## Biochemie

### Struktur
Der Serotonintransporter ist ein Transmembranprotein, für den, wie für andere Proteine aus der Familie der Natrium-Neurotransmittersymporter, eine aus zwölf die Zellmembran durchspannenden Helices bestehende Struktur angenommen wird. Dieses Strukturmerkmal konnte zuvor bereits mit Hilfe der Kristallstrukturanalyse für verwandte bakterielle Transporter, wie der Lactosepermease, dem Glycerol-3-Phosphat-Transporter und dem Leucin-Transporter, nachgewiesen werden. Ebenso wird vermutet, dass der Serotonintransporter als ein oligomerer Komplex aus mehreren Molekülen in der Zellmembran vorliegt.

### Aktivierung und Regulierung
Der Mechanismus der Aktivierung und Regulierung ist noch nicht vollständig aufgeklärt. Kristallstrukturdaten von bakteriellen Verwandten des Serotonintransporters lieferten jedoch wichtige Erkenntnisse.
Der Serotonintransporter besitzt eine Bindungsstelle für Na+, Cl− und Serotonin. Nach simultanen Anbinden dieser drei Moleküle an eine vom Extrazellularraum zugängliche Pore des Transmembranproteins erfolgt eine Konformationsänderung. Nach dieser Konformationsänderung wird die Verbindung der Bindungsstelle von Na+, Cl− und Serotonin zum Extrazellularraum verschlossen und zum Intrazellularraum geöffnet. Serotonin kann durch einen Austausch gegen K+ in den Intrazellularraum abgegeben werden. Auch Dopamin, wenngleich in deutlich geringerem Ausmaß, kann mit Hilfe des Serotonintransporters in die Zelle transportiert werden.

## Funktion
Der Serotonintransporter ist für den Transport von Serotonin aus dem Extrazellularraum in den Intrazellularraum verantwortlich. Im Nervensystem sorgt der Transporter durch Wiederaufnahme von Serotonin aus dem synaptischen Spalt für die Beendigung der Serotoninwirkung. Der Austausch von Serotonin zwischen den enterochromaffinen Zellen und den Thrombozyten wird ebenfalls über den Serotonintransporter vermittelt. Darüber hinaus ist der Serotonintransporter für die Serotonylierung von intrazellulären Proteinen und somit eine mögliche Wirkung von Serotonin als Botenstoff innerhalb der Zelle von Bedeutung.

## Weiterführende Literatur
- Murphy DL, Fox MA, Timpano KR, et al.: How the serotonin story is being rewritten by new gene-based discoveries principally related to SLC6A4, the serotonin transporter gene, which functions to influence all cellular serotonin systems. In: Neuropharmacology. 55. Jahrgang, Nr. 6, November 2008, S. 932–960, doi:10.1016/j.neuropharm.2008.08.034, PMID 18824000, PMC 2730952 (freier Volltext).
- Murphy DL, Lerner A, Rudnick G, Lesch KP: Serotonin transporter: gene, genetic disorders, and pharmacogenetics. In: Mol. Interv. 4. Jahrgang, Nr. 2, April 2004, S. 109–123, doi:10.1124/mi.4.2.8, PMID 15087484.